# Čeňov
Čeňov, je zaniklá vesnice, která se nalézala na katastru obce Stračov. Do dnešních dob se na místě bývalé vesnice dochoval hospodářský dvůr. 

## Historie
O vesnici se dochovala první písemná zpráva z roku 1440, kdy byla v majetku Miloty z Čeňova. Posléze se v držení vesnice vystřídalo více majitelů a až po třicetileté válce je připomínán již pouze hospodářský dvůr, který byl posléze připojen k stračovskému zboží. Ves zanikla tedy pravděpodobně v průběhu třicetileté války. 